# Tia Dalma
Tia Dalma is een personage uit de Pirates of the Caribbean-films van Gore Verbinski gespeeld door Naomie Harris. Ze maakt haar debuut in de tweede film: Pirates of the Caribbean: Dead Man's Chest, en speelt verder mee in de derde film, Pirates of the Caribbean: At World's End. Daarnaast speelt ze mee in de boekenreeksen rondom Jacks jonge jaren.
Tia Dalma is in werkelijkheid de zeegodin Calypso, die opgesloten is in het lichaam van een voodooheks.

## Rol voor de films
Er is niet veel bekend over Tia Dalma's leven voor de films. Ze was in het verleden de geliefde van Davy Jones, en schonk hem onder andere zijn schip. Toen ze de relatie met hem verbrak en niet kwam opdagen die ene dag dat Davy Jones aan land mocht gaan, keerde hij zich tegen haar. Hij riep de Broederschap Bijeenkomst bijeen om Calypso op te sluiten in het lichaam van Tia Dalma en zo haar macht over de zee te verbreken. Zo konden de piratenleiders de zeeën overnemen.
In haar mensengedaante helpt Tia Dalma Jack Sparrow een paar keer, maar vraagt ook wederdiensten van hem. Zo geeft ze hem onder andere het kompas dat de weg kan wijzen naar de Dead Man's Chest.

## Rol in de films
In de tweede film neemt Jack Sparrow Will Turner en zijn bemanning mee naar haar hut om haar hulp te vragen voor zijn deal met Davy Jones. Ze geeft Jack en zijn gezelschap wat informatie over Jones, maar biedt verder niet echt haar hulp aan. Pas tegen het einde van de film, wanneer Jack is gedood, komt ze zijn bemanning te hulp. Ze adviseert hen hoe ze Jack terug kunnen halen uit de kist van Davy Jones. Tevens brengt ze Hector Barbossa weer tot leven om de groep te leiden.
In de derde film  helpt ze de bemanning van de Black Pearl en komt aan het licht wie Tia Dalma werkelijk is, en waarom ze opeens zo behulpzaam is geworden. Ze heeft Barbossa weer tot leven gebracht en geholpen Jack te redden omdat zij beiden piratenleiders zijn, en dus de enigen die haar ooit kunnen bevrijden uit haar menselijke gedaante. Wanneer Davy Jones door Cutler Beckett wordt gedwongen om alle piraten ter wereld te vernietigen, besluit het Broederschap om Calypso te bevrijden uit haar menselijke gedaante in de hoop dat zij hen zal helpen. Na haar vrijlating ontdekt ze dat Davy Jones degene was die haar jaren terug verraadde en de piratenleiders vertelde hoe ze haar konden opsluiten. Ze maakt hierop een grote maalstroom in het water die de locatie is van het laatste gevecht tussen The Flying Dutchman en de Black Pearl. Hierna besluit ze zich terug te trekken.